# ファンタジー (ピカソの曲)
「ファンタジー」は、ピカソの通算4枚目のシングル。1986年11月1日にKitty Recordsからリリースされた。

## 背景
Kitty Recordsに移籍後初のシングルで、以後シングル・アルバムはVAP時代のベスト・アルバムを除き、1995年の活動休止までKitty Recordsからのリリースとなった。
表題曲の「ファンタジー」は、前作「シ・ネ・マ」に続き、フジテレビ系アニメ『めぞん一刻』のエンディングテーマとして起用された。

## ディスクジャケット
ジャケットは、前作「シ・ネ・マ」（1986年再発盤）同様、『めぞん一刻』のヒロインである音無響子が描かれており、本作では響子が花束を抱くイラストとなっている。また、初回盤はリバーシブルになっており、ピカソのメンバー3人を撮影したものがアナザー・ジャケットになっている。

## 収録曲
| 全作詞: 森雪之丞、全作曲・編曲: ピカソ。 |                          |          |            |
| #                                        | タイトル                 | 作詞     | 作曲・編曲 |
| 1.                                       | 「ファンタジー」         | 森雪之丞 | ピカソ     |
| 2.                                       | 「濡れた瞳のピクチャー」 | 森雪之丞 | ピカソ     |

## タイアップ
| # | 曲名             | タイアップ                                                       | 出典 |
| - | ---------------- | ---------------------------------------------------------------- | ---- |
| 1 | 「ファンタジー」 | フジテレビ系放映アニメーション『めぞん一刻』エンディング・テーマ |      |

## カバー
| 曲名         | アーティスト                               | 収録作品                   | 発売日         | 備考                     |
| ------------ | ------------------------------------------ | -------------------------- | -------------- | ------------------------ |
| ファンタジー | 音無響子（島本須美）、五代裕作（二又一成） | 『めぞん一刻 PARTY ALBUM』 | 1992年12月21日 | 『めぞん一刻』のドラマCD |

## 関連リンク
- Project PICASSO Official Home Page

| テレビアニメ『めぞん一刻』エンディングテーマ 1986年11月12日(第34回) - 1987年3月25日(第52回) |                         |                                  |
| 前作: ピカソ 『シ・ネ・マ』                                                                 | ピカソ 『ファンタジー』 | 次作： ピカソ 『サヨナラの素描』 |